# ヴァルド
株式会社ヴァルド（英: WALD Co., Ltd.）は、大阪府高槻市に本社を置く自動車用パーツの販売会社。
主として高価格帯車両向けのアルミホイールやエアロパーツの開発、販売を手掛けるほか、足回り部品や照明関係、内装関係を取り扱うが、トヨタ自動車（モデリスタ）と共同開発し、トヨタ純正オプションとして設定することもある（クラウン、エスティマなど）。
社名は代表の姓である守（もり）とドイツ語で森を意味する「Wald」を語源としている。

## 沿革
- 1990年5月　メルセデス・ベンツ専門のチューニングショップとして「ザウバー」を創業。
- 1992年7月　「株式会社ザウバー」を設立。
- 1994年4月　「WALD事業部」を設立。
- 1998年9月　「有限会社SEEKER JAPAN」を設立。
- 1999年1月　「INTERIART」を設立。
- 2002年1月　コンプリートカーの販売を開始。
- 2002年6月　現在の社名である「株式会社ヴァルド」へ変更。
- 2006年4月　「Blan Ballen事業部」を設立。

## 主なブランド
WALD（ヴァルド）
同社の核となるブランド。ボディキット（エアロパーツ）、アルミホイール、アクセサリー等を展開する。
Blan Ballen（ブラン・バレン）
HID、LEDといった照明関係を展開するブランド。
INTERIART（インテリアート）
シートカバー、フロアマット等のインテリア全般を展開するブランド。
D.T.M Sports（ディー・ティー・エム スポーツ）
マフラー、サスペンションキット、ブレーキ関連等、機能部品を展開するブランド。